# Patrice M'Bock
Patrice M'Bock est un footballeur camerounais né le 20 avril 1983 à Édéa au Cameroun. Il est défenseur et possède la nationalité française.
Formé à l'AJA, il remporte la Coupe Gambardella et rejoint par la suite l'équipe réserve du Bayern Munich. Il dispute 90 matchs en quatre saisons. En 2005 il quitte l'Allemagne pour l'Autriche. Après avoir évolué au SV Pasching et participé à la Coupe UEFA 2005-2006 (éliminé au 2e tour préliminaire), il a joué, de 2007 à 2010, au SV Horn. Avec l'équipe espoir du Cameroun, il a participé aux éliminatoires des JO de 2004.

## Carrière
- 1999 – 2001 : AJ Auxerre (réserve)
- 2001 – 2005 : Bayern Munich (équipe réserve)
- 2005 – 2007 (janvier) : SV Pasching
- 2007 (janvier) – 2010 : SV Horn
- 2010 : ASKÖ Donau Linz

## Palmarès
- Vainqueur de la Coupe Gambardella en 2000 ;
- International espoir camerounais ;
- Champion d'Allemagne des moins de 19 ans en 2001 ;
- Champion de la Regionalliga Sud en 2005.